# Son Sen
Son Sen (Tra Vinh, 12 de junho de 1930 – 10 de junho de 1997) foi um político cambojano e membro do Quemer Vermelho.
Membro do comitê central do Partido Comunista do Kampuchea de 1974 a 1992, foi ministro da defesa do Kampuchea Democrático. Igualmente responsável pela polícia secreta, foi encarregado de gerenciar os diversos centros de interrogatório do regime.
Recluso na selva a partir de 1979, com a queda do regime, foi executado pelos últimos seguidores de Pol Pot com sua esposa Yun Yat, antiga ministra da informação, e todos os membros de sua família.

## Biografia

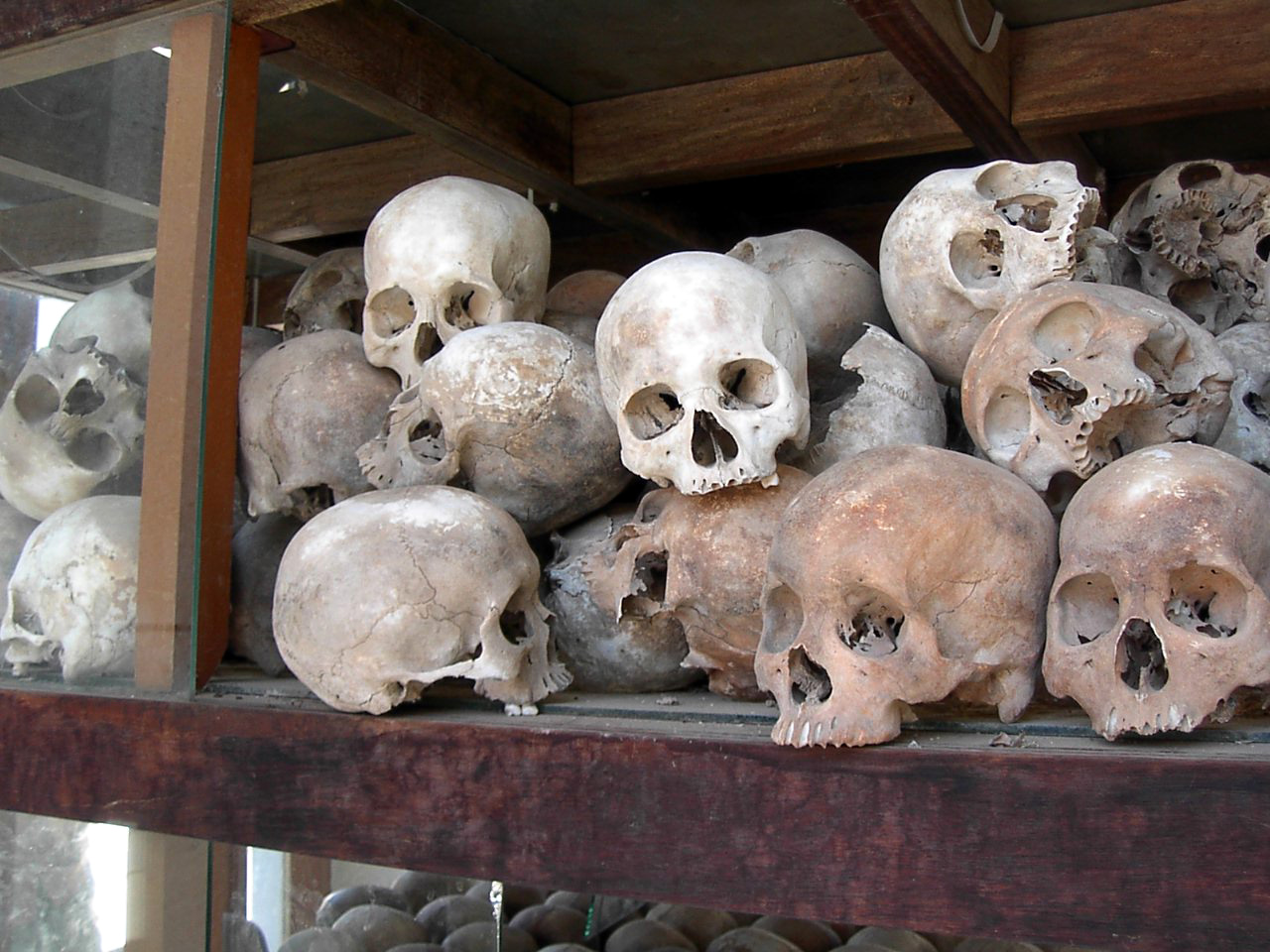
"Vítimas" do Quemer Vermelho

Nasceu em 1930 na província  de Tra Vinh, no sul do Vietnã e cresceu no seio da minoria quemer. Em 1946, partiu para Phnom Penh para estudos e, nos anos 1950, recebeu uma bolsa para estudar em Paris onde reuniu um grupo de estudantes marxistas cambojanos que se tornariam vinte anos mais tarde, alguns do mais altos dignitários do Quemer Vermelho, como Pol Pot, Ieng Sary e Khieu Thirith.
Em maio de 1956, ao retornar ao Camboja, se tornou de diretor de estudos do Instituto Nacional Pedagógico. Em 1960, adere ao Partido Revolucionário do Povo do Kampuchea (PRPK), que se torna Partido Comunista do Kampuchea em 1966. Em 1963, é obrigado a deixar a capital para escapar da polícia secreta de Norodom Sihanouk. Passa a ser chamado de "Camarada Khieu" ou "Irmão n° 89".
Em 1972, ele toma a direção das forças armadas do Quemer Vermelho que lutava contra o governo de Lon Nol. Em 1975, quando o movimento toma o poder na capital, se torna vice primeiro-ministro. Em 1976, ministro da defesa. Ele gerencia assim a Santebal, a polícia secreta, e supervisiona as operações do sinistro centro de Tuol Sleng, mais conhecido sob o nome de Código S21, e participa ativamente dos métodos de interrogatório e de tortura.
Em 1979, após a invasão vietnamita, retomou o comando das forças armadas do Quemer Vermelho então retiradas nas zonas fronteiriças com a Tailândia.
Após os acordos de paz de Paris, em outubro de 1991, Son Sen e Khieu Samphan voltam a Phnom Penh para negociar com a APRONUC e o novo governo cambojano, mas esse retorno provocou um motim e os dois dirigentes tiveram que sair prontamente para a Tailândia.
Em maio de 1992, foi destituído do comando de Ta Mok, após uma disputa no Quemer Vermelho acerca das necessidades de seguir ou não com as negociações.
Foi assassinado a 10 de junho de 1997, junto a outros 13 membros de sua família, incluindo sua esposa e seus filhos, sob a ordem de Pol Pot que suspeitava de traição.